# 白坝镇
白坝镇，是中华人民共和国四川省达州市大竹县曾经下辖的一个镇。2019年12月，撤销白坝镇，将其所属行政区域划归观音镇管辖。

## 行政区划
白坝镇撤销前下辖以下地区：
街道社区、光辉村、吴家梁村、仁义村、共和村、清河村、高河村和明月村。